# Клапая
Клапая (укр. Клапая) — село в Чернобаевской сельской общине Херсонского района Херсонской области Украины.
Почтовый индекс — 75022. Телефонный код — 5547. Код КОАТУУ — 6520383004.

## Население
Население по переписи 2001 года составляло 189 человек.

### Языковой состав
Родной язык населения по данным переписи 2001 года:
| Язык       | Численность, чел. | Доля     |
| ---------- | ----------------- | -------- |
| Украинский | 167               | 88,36 %  |
| Русский    | 14                | 7,41 %   |
| Армянский  | 5                 | 2,65 %   |
| Другое     | 3                 | 1,58 %   |
| Итого      | 189               | 100,00 % |

## Местный совет
75022, Херсонская обл., Белозёрский р-н, с. Киселёвка, ул. Советская, 50